# ابيل حمود
ابيل حمود (بالإنجليزية: Abel Hammond)‏ (1 يونيو 1985 بأكرا في غانا - ) هو لاعب كرة قدم غاني في مركز الهجوم. لعب مع نادي إيست بنغال ونادي سيتاديلا ونادي مومباي لكرة القدم وSSD Sanremese Calcio ‏ وليبرتي بروفشنالز ‏ ونادي ميتالاك.

## روابط خارجية
- ابيل حمود على موقع قاعدة بيانات كرة القدم.إي يو (الإنجليزية)
- ابيل حمود على موقع Soccerway.com (الإنجليزية)